# SMS Ostfriesland
El SMS Ostfriesland (o USS Ostfriesland tras ser entregado como botín de guerra a la Armada de los Estados Unidos) fue un acorazado tipo dreadnought perteneciente a la clase Helgoland de la Marina Imperial Alemana. Sobrevivió a la Primera Guerra Mundial y fue hundido, junto con otros navíos estadounidenses, en un experimento de bombardeo aéreo de Estados Unidos para probar la efectividad de los ataques aéreos contra buques.

## Historia
El buque recibió su nombre en honor a la región alemana de Frisia oriental, entre la frontera germano-neerlandesa y el mar del Norte. Fue puesto en grada el 19 de octubre de 1908 en los astilleros Kaiserliche Werft Wilhelmshaven, en Wilhelmshaven. Fue botado el 30 de septiembre de 1909 y dado de alta el 1 de agosto de 1911. 
Tras la rotura de las hostilidades en la Primera Guerra Mundial, el Ostfriesland fue designado como buque insignia de la I escuadra de combate bajo el mando del vicealmirante Ehrhard Schmidt. Tomó parte en la redada de Scarborough, Hartlepool y Whitby el 16 de diciembre de 1914, liderada por el almirante Franz von Hipper.
En 1916 participó en la batalla de Jutlandia, disparó 11 rondas de sus cañones de 305 mm (12") y salió indemne del combate, pero chocó con una mina marina el 1 de junio al regresar de la batalla, con el resultado de un muerto y una decena de heridos. Las reparaciones fueron completadas el 26 de julio de 1916 en Wilhelmshaven.
Al finalizar la contienda, los cuatro acorazados de la clase Helgoland fueron entregados a los vencedores en el conflicto. El 7 de abril de 1920, en Rosyth, Escocia, el Ostfriesland fue entregado a la Armada de los Estados Unidos como «Buque H» bajo el mando del capitán J. F. Hellweg. Bajo los términos de la rendición, debía ser destruido.

### Últimos día de la guerra
El Ostfriesland y sus gemelos debían haber participado en una acción final de la flota a finales de octubre de 1918, poco más de dos semanas antes de que se firmara el armisticio. La mayor parte de la Flota de Alta Mar debía haber zarpado de su base en Wilhelmshaven para enfrentarse a la Gran Flota británica; Scheer, ahora Großadmiral (Gran Almirante) de la flota, tenía la intención de infligir el mayor daño posible a la marina británica para mejorar la posición negociadora de Alemania, a pesar de las bajas esperadas. Pero muchos de los marineros, cansados de la guerra, sintieron que la operación perturbaría el proceso de paz y prolongaría el conflicto. En la mañana del 29 de octubre de 1918 se dio la orden de zarpar de Wilhelmshaven al día siguiente. A partir de la noche del 29, los marineros del Thüringen y luego de varios otros acorazados, se amotinaron. Los disturbios finalmente obligaron a Hipper y Scheer a cancelar la operación. Informado de la situación, el Kaiser afirmó: "Ya no tengo marina". El 16 de diciembre, el Ostfriesland fue dado de baja y utilizado como barco cuartel.

## Traspaso a los Estados Unidos
Tras la capitulación de Alemania en noviembre de 1918, la mayor parte de la Flota de Alta Mar, bajo el mando del contralmirante Ludwig von Reuter, fue internada en la base naval británica de Scapa Flow. Sólo los barcos más modernos fueron enviados a internamiento; quedando, por ejemplo, los cuatro barcos de clase Helgoland en Alemania. En la mañana del 21 de junio, la flota británica abandonó Scapa Flow para realizar maniobras de entrenamiento y, a las 11:20, Reuter transmitió la orden de hundir sus barcos. En el lapso de unas pocas horas, diez acorazados y cinco cruceros de batalla se hundieron en las aguas poco profundas de Scapa Flow. El KzS Karl Windmüller sirvió como comandante final del Ostfriesland, hasta que fue eliminado de la lista de la marina el 5 de noviembre de 1919. Luego fue entregado a los aliados bajo la denominación de "buque H" como parte de la compensación por los barcos que habían sido hundidos. El barco permaneció en Alemania hasta el 7 de abril de 1920, cuando una tripulación alemana lo llevó a Rosyth. Fue cedido a los Estados Unidos como reparación de guerra ese mismo día como USS Ostfriesland y comandada por el capitán J. F. Hellweg. El 9 de abril llegó una tripulación estadounidense para traerlo a Estados Unidos. Aunque necesitaba reparaciones, el Ostfriesland pudo navegar hasta Nueva York. Posteriormente fue dado de baja allí el 20 de septiembre de 1920.

## Objetivo del bombardeo estadounidense
El buque fue examinado extensivamente en el dique seco de la New York Navy Yard, volviendo al mar el 4 de enero de 1921 tras un reacondicionamiento mínimo que le permitiera navegar a la zona de pruebas. El 20 de julio de 1921, la Armada y el Servicio Aéreo del Ejército de los Estados Unidos llevaron a cabo una serie de pruebas de bombardeo frente a Cabo Henry, dirigidas por el general William Mitchell. A petición de Billy Mitchell, que quería demostrar el poder de las aeronaves contra los buques, el Ostfriesland y otros buques capturados a Alemania, así como algunos buques estadounidenses fuera de circulación, fueron designados barcos objetivos para estas pruebas y demostraciones (designadas Proyecto B), incluido el antiguo acorazado Iowa, el USS Alabama, el crucero Frankfurt y el propio Ostfriesland. A las 13:30 ET, la primera oleada de ataque, armada con bombas de 230 libras (104,3 kg), golpeó el barco estacionario. Ocho de las treinta y tres bombas alcanzaron el blanco, tras lo cual el barco fue inspeccionado. La segunda oleada también estaba armada con bombas de 230 libras, y la tercera y cuarta llevaban bombas de 600 libras (272,2 kg). Cinco bombas de 600 libras dieron en el blanco, pero la parte superior del barco sufrió pocos daños. Sin embargo, las bombas que casi no alcanzaron el barco habían causado importantes daños bajo el agua al casco, lo que provocó algunas inundaciones y creó una escora de cinco grados a babor y tres pies adicionales de calado en la popa. El programa de bombardeos fue interrumpido por una tormenta a última hora de la tarde.Tras el primer día, atacado por bombarderos ligeros, sufrió la penetración de agua en varios puntos, por lo que los ingenieros navales inundaron durante la noche algunos compartimientos opuestos para nivelar la nave. No obstante, aumentó el calado del buque. 

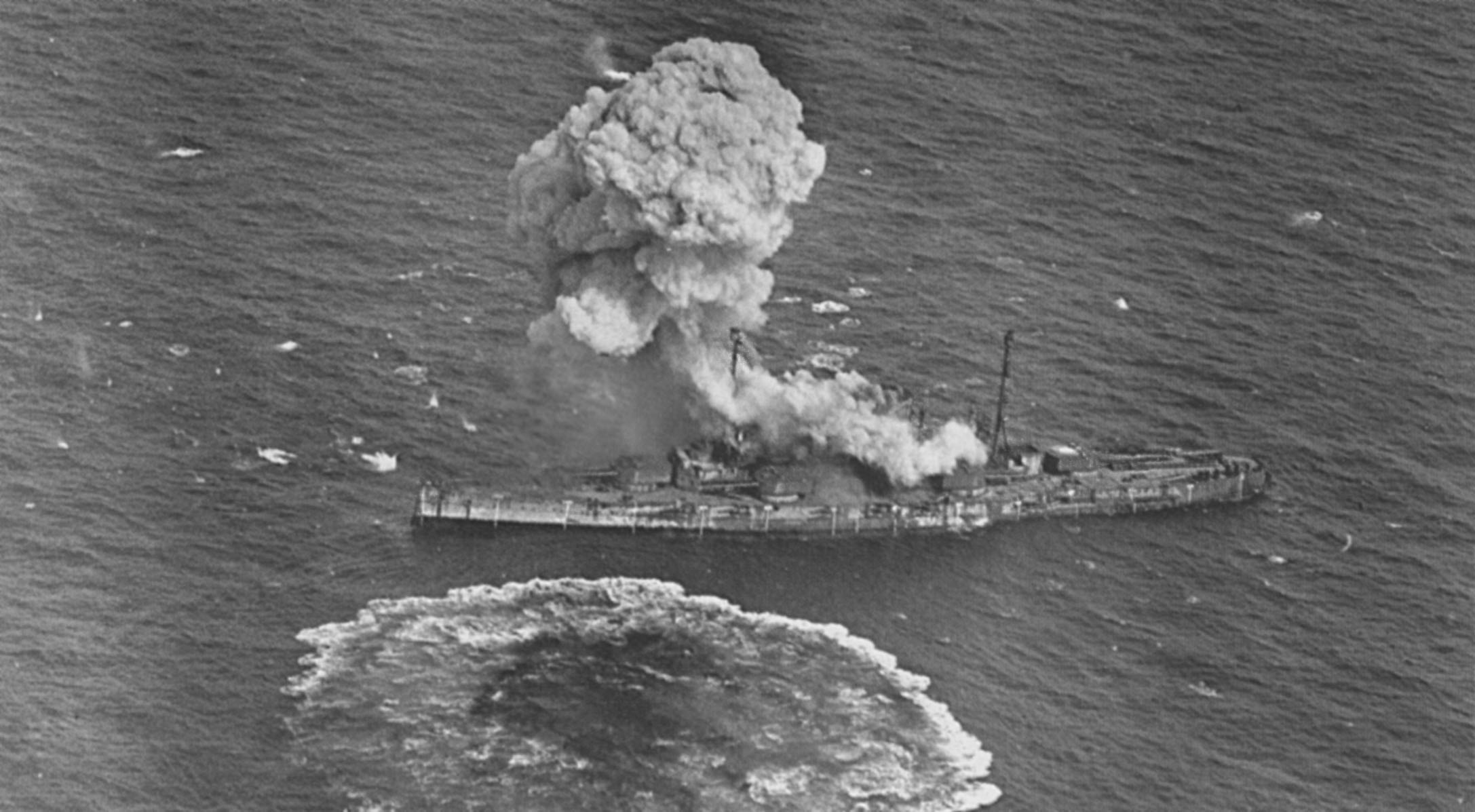
El Ostfriesland bombardeado por aeronaves en un ejercicio estadounidense el 21 de julio de 1921.

En el segundo día, correspondió el ataque por bombarderos más pesados. En las primeras horas del del 21 de julio, la quinta oleada de bombarderos comenzó su ataque. A las 08:52, el primer bombardero del ejército arrojó una bomba de 1000 libras (453,6 kg), que alcanzó el barco. Le siguieron cuatro bombarderos más y lograron dos impactos más. Los inspectores subieron nuevamente a bordo del Ostfriesland después del quinto ataque y notaron que los impactos no habían dañado gravemente el barco, aunque uno había creado un gran agujero en su lado de estribor que permitió nuevas inundaciones. Al mediodía, estaba ya hundido cinco pies en la popa y un pie en la proa. A las 12:19, golpeó la siguiente oleada de ataque, equipada con bombas de 2000 libras (907,2 kg). Se lanzaron seis bombas, ninguna de las cuales impactó, aunque tres detonaron muy cerca del casco. A las 12:30, el Ostfriesland comenzó a hundirse rápidamente por popa y la escora a babor aumentó dramáticamente. A las 12:40 el barco se volcó y se hundió. Los resultados de las pruebas fueron ampliamente publicitados y Mitchell se convirtió a la vez en un héroe nacional y en el "profeta infalible de la aviación". Aunque las pruebas debían ser cuidadosamente controladas y monitorizadas, el coronel Mitchell, jefe del Proyecto B, eliminó los planes iniciales e incluyó un ataque por los bombarderos pesados Handley Page O/400s destinados en la Base de la Fuerza Aérea Langley, en Langley (Virginia). El pecio se sitúa a 97 kilómetros de los cabos de Virginia.
El liderazgo de la Marina de los Estados Unidos, sin embargo, estaba indignado por el manejo de las pruebas por parte de Mitchell; Las bombas de 2.000 libras no habían sido autorizadas por la Armada, que había establecido las reglas para el enfrentamiento. Los bombarderos de Mitchell tampoco habían permitido que los inspectores subieran al barco entre bombardeos, como lo estipulaba la Armada. El informe conjunto del Ejército y la Armada sobre las pruebas, publicado un mes después y firmado por el general John J. Pershing, afirmaba que "el acorazado sigue siendo la columna vertebral de la flota". Mitchell escribió su propio y contradictorio relato de las pruebas, que luego se filtró a la prensa. El hundimiento del acorazado desató una gran polémica en la esfera pública estadounidense; los partidarios de Mitchell exageraron la importancia de las pruebas al afirmar falsamente que el Ostfriesland era un "súper acorazado" insumergible y que "viejos lobos de mar... lloraban en voz alta". El senador William Borah argumentó que las pruebas habían dejado obsoletos a los acorazados. Mitchell recibió un amplio apoyo de la prensa, aunque sus tácticas cada vez más combativas finalmente resultaron en un consejo de guerra por insubordinación que lo obligó a retirarse del ejército.

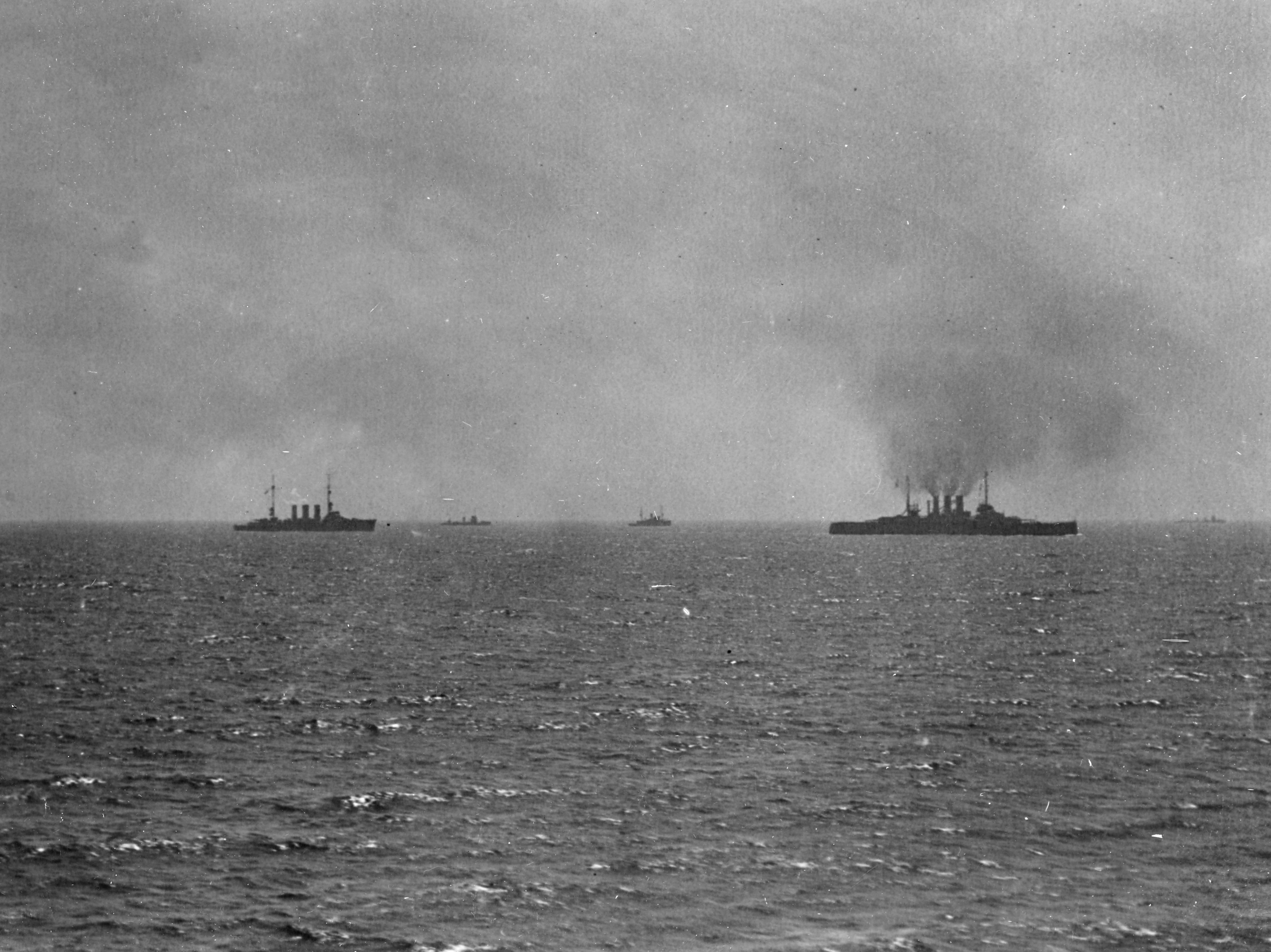
El Ostfriesland, Frankfurt, y otros bques decomisados alemanes en los cabos de Virginia en julio de 1921.
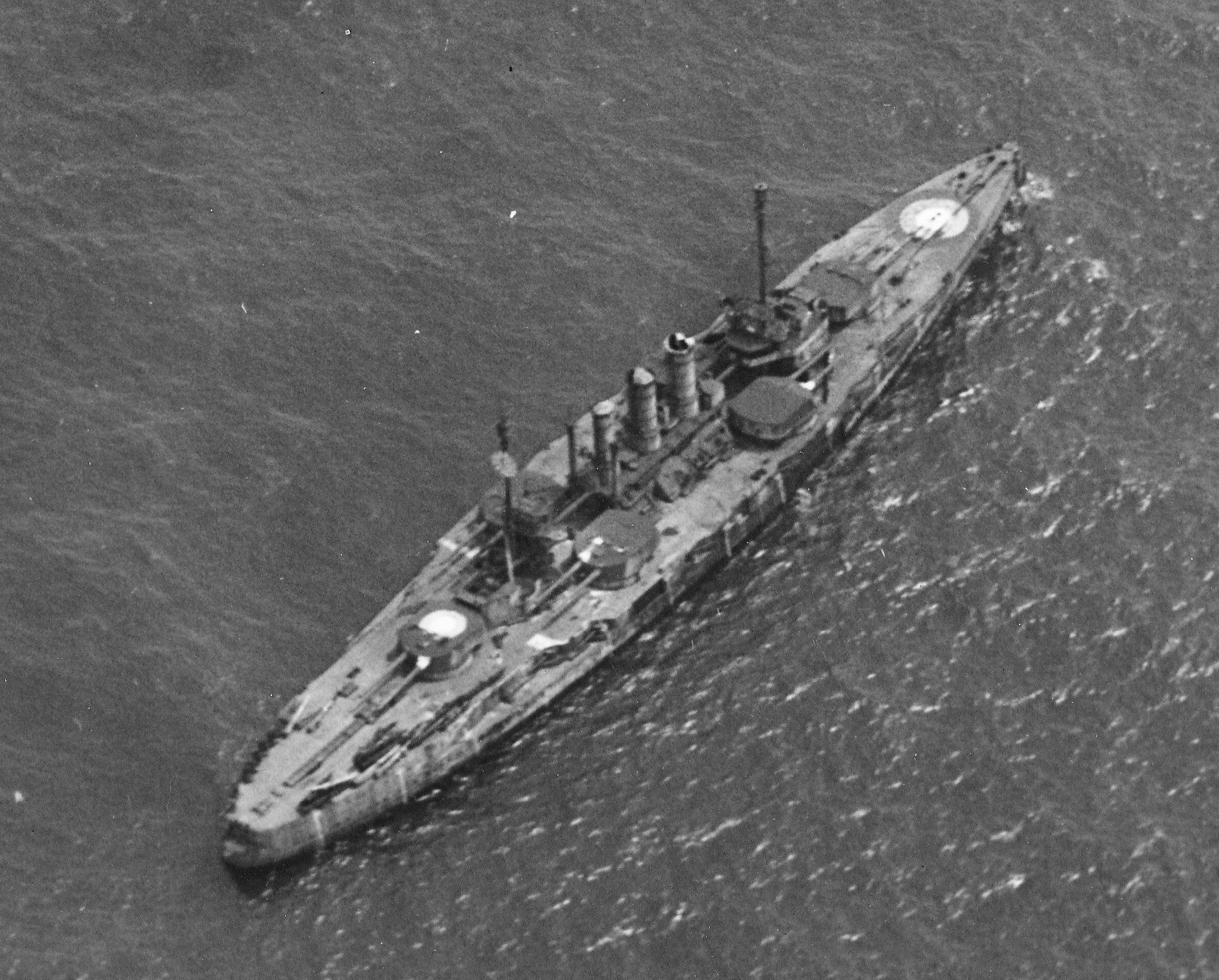
El Ostfriesland fondeado antes de la prueba
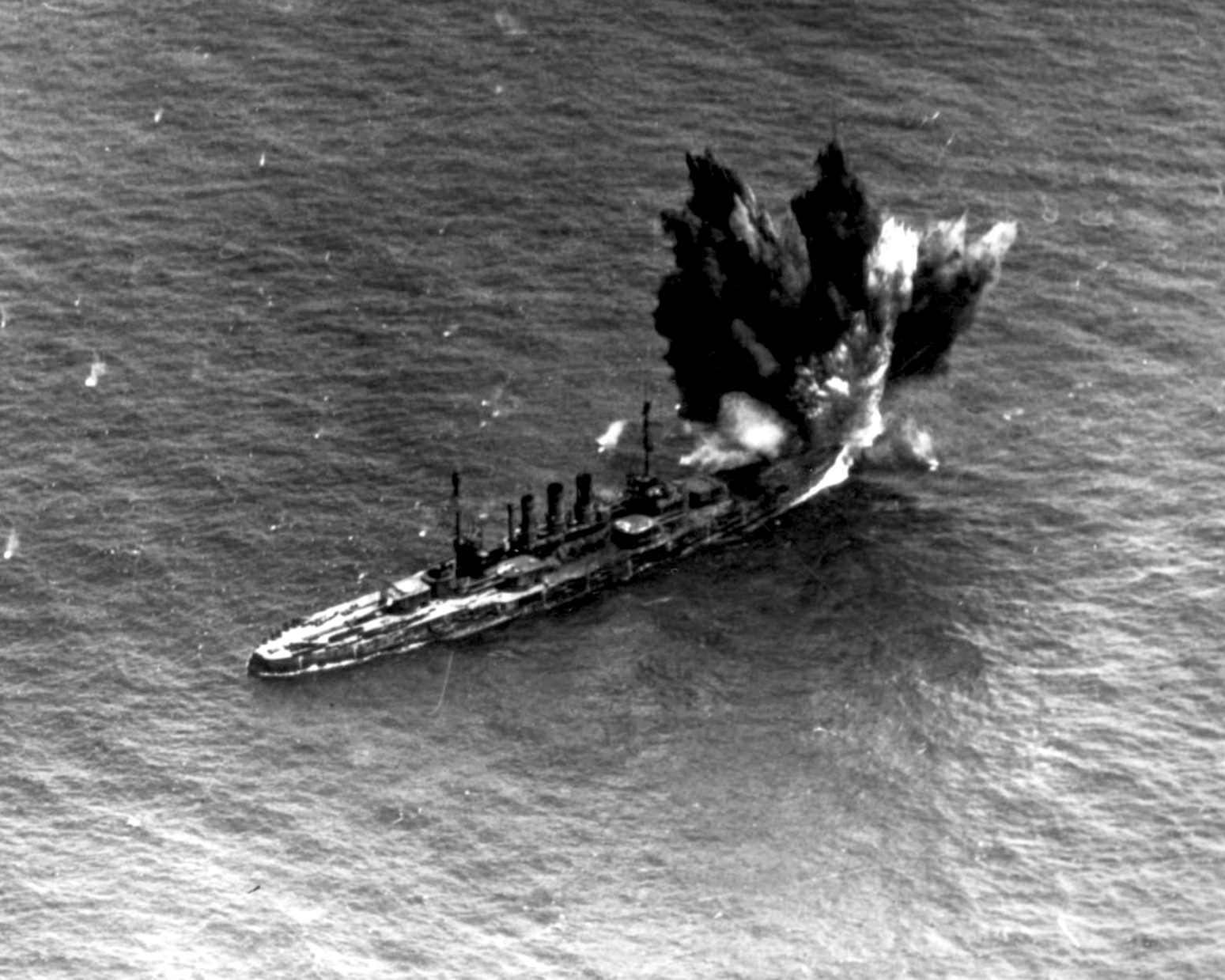
Explota una bomba a proa de babor del Ostfriesland
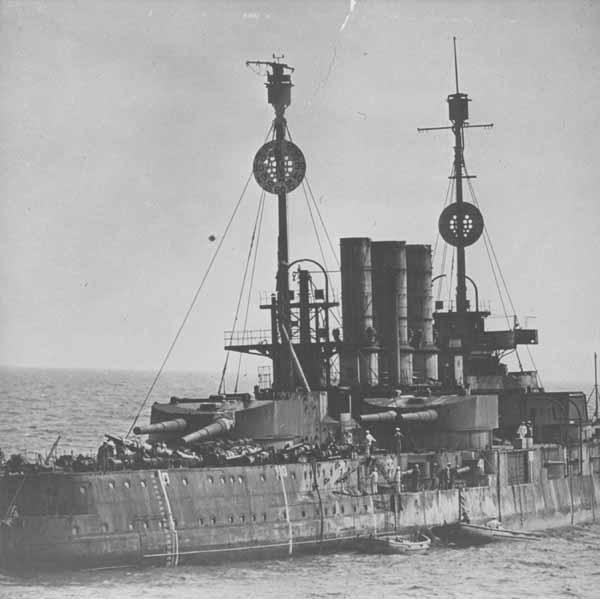
Equipos de inspección a bordo del buque, evaluando el ataque
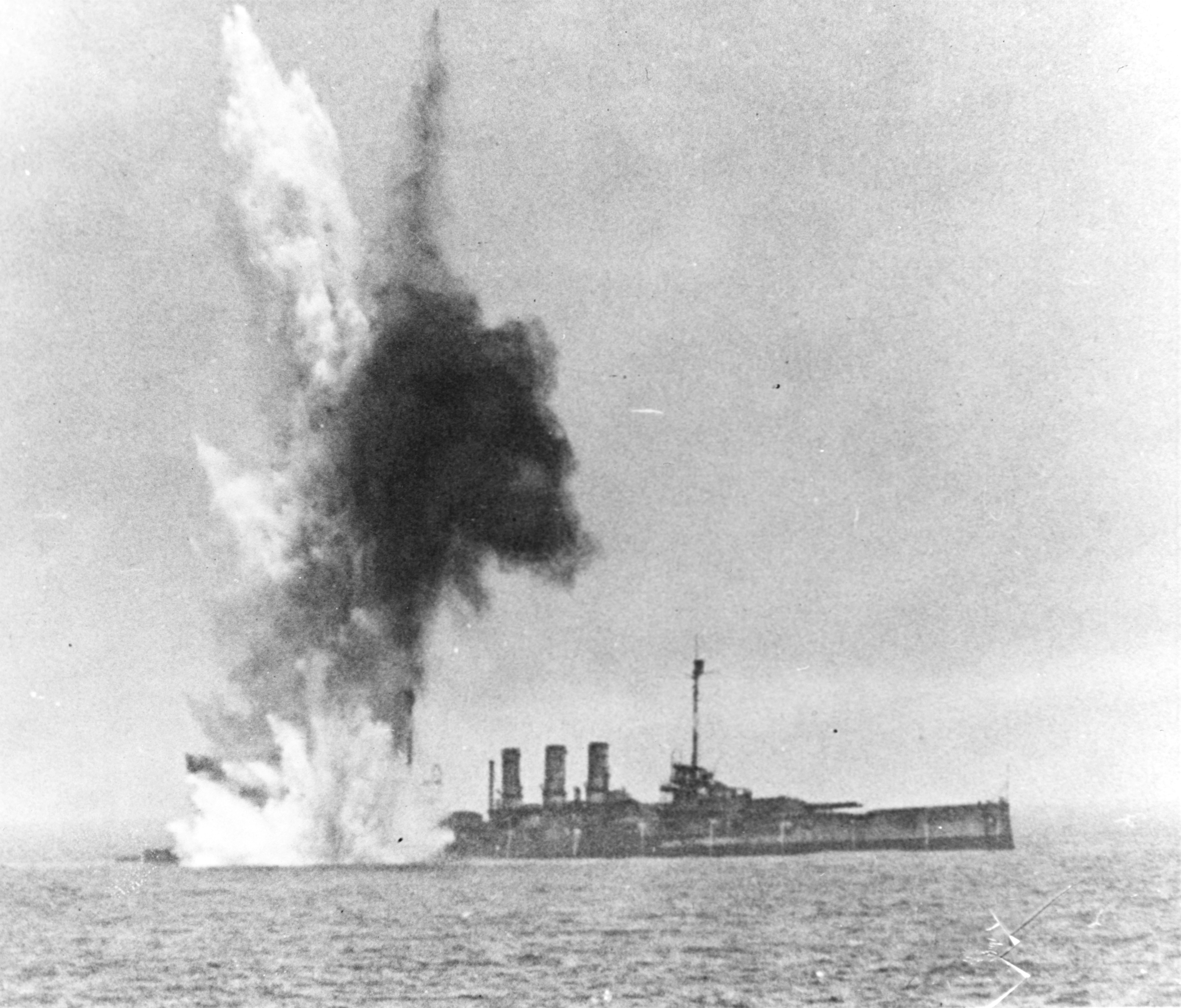
El barco ya se asienta en la popa, otra bomba explota bajo el agua
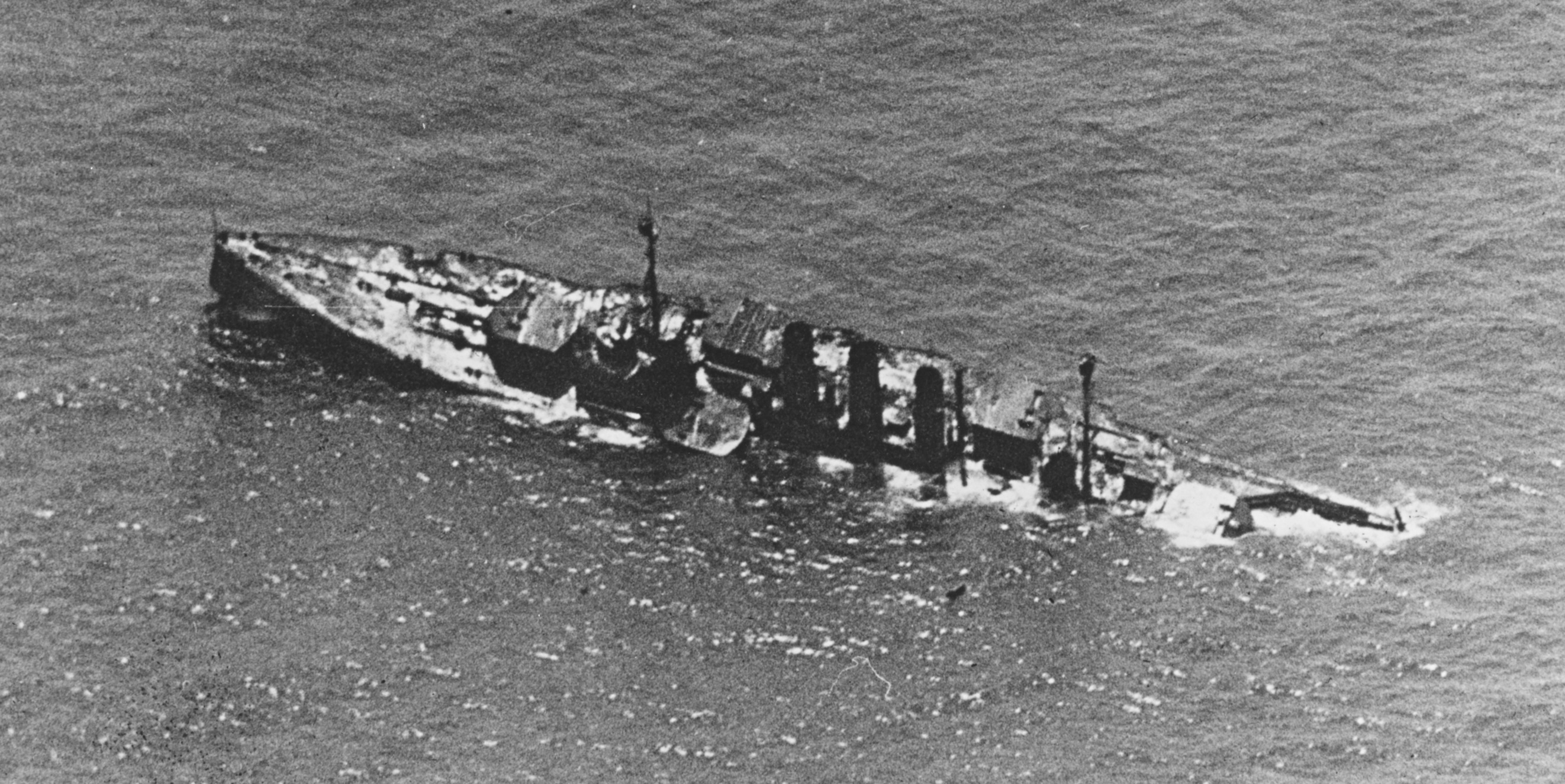
ElOstfriesland hundiéndose por popa